# ネオペンチレンフルオロホスフェート
ネオペンチレンフルオロホスフェートは、化学兵器として開発された有機リン化合物（神経剤）である。通称NPF。